# Bulbostylis eriophora
Bulbostylis eriophora är en halvgräsart som först beskrevs av Ernst Gottlieb von Steudel, och fick sitt nu gällande namn av Hans Heinrich Pfeiffer. Bulbostylis eriophora ingår i släktet Bulbostylis och familjen halvgräs. Inga underarter finns listade i Catalogue of Life.